# John Mason Neale
Pour les articles homonymes, voir Neale.
John Mason Neale (24 janvier 1818 - 6 août 1866 ) est un prêtre, érudit et chanteur anglican anglais. Il a notamment travaillé et écrit sur un large éventail de textes chrétiens sacrés, y compris d'obscurs hymnes médiévaux, à la fois occidentaux et orientaux.

## Biographie
Neale est né à Londres le 24 janvier 1818, ses parents étant le pasteur Cornelius Neale et Susanna Neale, fille de John Mason Good. Une sœur cadette Elizabeth Neale (1822-1901) fondera la Communauté de la Sainte-Croix. Il fait ses études à Sherborne School, Dorset, et au Trinity College de Cambridge, où (en dépit d'être dit être le meilleur érudit classique de son année) son manque de résultats en mathématiques l'empêche d'obtenir le diplôme avec les honneurs. Son nom provient du clerc puritain et écrivain d'hymnes John Mason (1645–1694), dont sa mère Susanna était une descendante.
À l'âge de 22 ans, Neale est l'aumônier du Downing College à Cambridge. Il y est affecté par le mouvement d'Oxford et, particulièrement intéressé par l'architecture d'église, aide à fonder la Cambridge Camden Society (connue par la suite sous le nom de Ecclesiological Society). La société préconise plus de décoration rituelle et religieuse dans les églises et est étroitement associée au renouveau gothique. Neale est ordonné en 1842. Il occupe brièvement le poste de Crawley dans le Sussex, mais est contraint de démissionner en raison d'une maladie pulmonaire chronique. L'hiver suivant, il vit dans les îles de Madère, où il peut faire des recherches pour son histoire de l'Église d'Orient. En 1846, il devient directeur du Sackville College, un hospice d'East Grinstead, poste qu'il occupera jusqu'à sa mort.
En 1854, Neale cofondé la Society of Saint Margaret, un ordre de femmes de l'Église d'Angleterre qui se consacre à soigner les malades. De nombreux protestants de l'époque se méfient du rétablissement des ordres religieux anglicans. En 1857, Neale est attaqué et mutilé lors des funérailles de l'une des sœurs. Les foules menacent de le lapider ou de brûler sa maison. Il ne reçoit aucun honneur ou préférence en Angleterre et son doctorat lui est décerné par le Trinity College dans le Connecticut.
Il est également le principal fondateur de l'Association des églises anglicane et orientale, une organisation religieuse fondée sous le nom d'Union des églises anglicane et orthodoxe orientale en 1864. Les travaux de cette organisation incluent les Hymnes de l'Église d'Orient, édités par John Mason Neale et publiés en 1865.
Neale est fortement ecclésiastique dans ses sympathies, et doit endurer beaucoup d'opposition, y compris une inhibition de quatorze ans par son évêque. Neale traduit les liturgies orientales en anglais et écrit un commentaire mystique et dévotionnel sur les psaumes. Cependant, il est surtout connu comme auteur d'hymnes et, en particulier, traducteur, ayant enrichi l'hymnodie anglaise de nombreux hymnes anciens et médiévaux traduits du latin et du grec. Par exemple, la mélodie de Good King Wenceslas provient d'un poème printanier latin médiéval, Tempus adest floridum. Plus que quiconque, il sensibilise les congrégations anglophones à la tradition séculaire des hymnes latins, grecs, russes et syriens. L'édition de 1875 des Hymnes anciens et modernes contient 58 de ses hymnes traduits; L'Hymne anglais (1906) contient 63 de ses traductions et six hymnes originaux de sa composition.
Ses traductions comprennent :

### All Glory, Laud and Honour
- A Great and Mighty Wonder
- O come, O come, Emmanuel
- Of the Father's Heart Begotten
- Sing, My Tongue, the Glorious Battle
- To Thee Before the Close of Day
- Ye Sons and Daughters of the King

## Mort et héritage
Depuis la mort de Neale le 6 août 1866, fête de la Transfiguration, il est commémoré par les églises anglicanes le lendemain, le 7 août. Dans l'Église épiscopale des États-Unis, il partage cette fête avec Catherine Winkworth, qui a également traduit des hymnes en anglais. Neale et Winkworth sont également commémorés ensemble dans le Calendrier des Saints de l'Église évangélique luthérienne d'Amérique le 1er juillet, anniversaire de la mort de Winkworth. Neale est enterré dans le cimetière de St Swithun dans l'East Grinstead.

## Travaux

### Hymnes et chants de Noël
L'héritage le plus durable et le plus connu de Neale est probablement sa contribution au répertoire de Noël, notamment :
- Good Christian Men, Rejoice
- Good King Wenceslas, son chant de Noël original Boxing Day
- O come, O come, Emmanuel, chant de l'avant traduit de O Antiphons pour la semaine précédent Noël

John Mason Neale a également écrit l'hymne :
- A Great and Mighty Wonder, traduit du grec de l'œuvre de Saint Germanus, bien que Neale l'attribue par erreur Saint Anatolius.

### Livres de cantiques
- Hymni ecclesiae e breviariis: quibusdam et missalibus gallicanis, germanis, hispanis, lusitanis (1851)
- Hymnal Noted (Novello, Ewer and Company, 1851)
- Accompanying Harmonies to The Hymnal Noted, John Mason Neale et Thomas Helmore, publié contre l'avis de l'Ecclesiological society par Novello, Ewer (1852)
- Sequentiae ex missalibus : Germanicis, Anglicis, Gallicis, Aliisque medii aevi, collectae (1852)
- Mediaeval Hymns and Sequences, 1862 édition compilée par John Mason Neale
- Seatonian poems (1864)
- Hymns of the Eastern Church, translated with Notes and an Introduction 1870 edition compiled by John Mason Neale

### Livres théologiques et historiques
- A History of the Holy Eastern Church (1847)
- An Introduction to the History of the Holy Eastern Church (1850, 2 vols)
- A short commentary on the Hymnal noted; from ancient sources (1852)
- The Bible, and the Bible only, the religion of protestants, a lecture (1852)
- The ancient liturgies of the Gallican Church: now first collected, with an introductory dissertation, notes, and various readings, together with parallel passages from the Roman, Ambrosian, and Mozarabic rites (1855)
- Mediæval preachers and mediæval preaching (1856)
- A history of the so-called Jansenist church of Holland; with a sketch of its earlier annals, and some account of the Brothers of the common life (1858)
- Voices from the East, documents on the present state and working of the Oriental Church (1859)
- Essays on Liturgiology and Church History (1863)
- A commentary on the Psalms, John Mason Neale et Richard Frederick Littledale (1868)
- A History of the Holy Eastern Church (1873)
- A Commentary on the Psalms: From Primitive and Mediaeval Writers, John Mason Neale et Richard Frederick Littledale (1874)

### Livres liés à Cambridge Camden Society
- The history of pews: a paper read before the Cambridge Camden Society on Monday, November 22, 1841: with an appendix containing a report presented to the Society on the statistics of pews, on Monday, December 7, 1841 (1841)
- A few words to churchwardens on churches and church ornaments (1842)
- The symbolism of churches and church ornaments: a translation of the first book of the Rationale divinorum officiorum (1843), John Mason Neale et Benjamin Webb
- Theodora Phranza; or, the Fall of Constantinople (1857)

## Sources
- John Mason Neale, DD: A Memoir (1907), Eleanor Towle
- Memoir by his friend, Richard Frederick Littledale
- Letters of John Mason Neale (1910), selected and edited by Eleanor Towle
- (en)  « Neale, John Mason », dans Dictionary of National Biography, Londres, Smith, Elder & Co, 1885–1900.  Has a complete list of Neale's works
- (en) « John Mason Neale », dans Encyclopædia Britannica [détail de l’édition], vol. 19, 1911 (lire sur Wikisource), p. 320.